# Rosny-Bois-Perrier
Rosny-Bois-Perrier è una stazione della linea 11 della metropolitana di Parigi.
Si trova nel comune di Rosny-sous-Bois.

## Storia
I lavori di costruzione della stazione cominiciano il 10 dicembre 2016, nell'ambito del prolungamento della linea 11 da Mairie des Lilas fino a Rosny-Bois-Perrier, rappresentandone quindi il capolinea.
Viene inaugurata il 13 giugno 2024.

## Struttura
In sotterranea, la stazione è disposta su più livelli, accessibili sia con scale che con scale mobili e ascensori; è servita da due binari con altrettante banchine laterali: pur essendo terminale, i binari sono passanti in quanto i treni possono proseguire per le officine.
Dal primo piano sotterraneo è possibile raggiunge il parcheggio del centro commerciale Westfield Rosny 2, mentre dal secondo la stazione di Rosny-Bois-Perrier della linea RER E.

## Interscambio
- Stazione ferroviaria (Rosny-Bois-Perrier)
- Fermata autobus

## Servizi
La stazione dispone di:
- Accessibilità per portatori di handicap
- Ascensori
- Scale mobili
- Emettitrice automatica biglietti
- Servizi igienici